# Majachkalá (Buyan)
La Majachkalá (en ruso: Махачкала), con nombre oficial romanizado RFS 015 «Makhachkala», es una corbeta lanzamisiles del Proyecto 21630 «Buyan», es tercer buque del proyecto y último antes de la evolución de la clase al Proyecto 21631 «Buyan-M». La corbeta está asignada a la Flotilla del Caspio de la Armada de Rusia.
El barco lleva el nombre de la ciudad rusa de Majachkalá, capital de la República de Daguestán del Distrito federal del Sur, una ciudad situada a orillas del mar Caspio.

## Diseño
El diseño de la corbeta corrió a cargo de Almaz. Su puesta de quilla fue el 24 de marzo de 2006 en San Petersburgo, mismo año que la entrada en servicio del buque líder de clase, Astracán. No fue botada hasta seis años después, el 27 de abril de 2012, entrando en servicio el 4 de diciembre del mismo año.

## Historial
La corbeta ha servido en la Flotilla del Caspio desde su asignación.
En julio de 2020 su puerto de asignación cambió de Astracán a Kaspisk, en Daguestán, al igual que el de toda la Flota del Caspio. Algunos analistas apuntaron a una preocupación por un reavivamiento de la  insurgencia en el Cáucaso Norte.
El 17 de febrero de 2024, durante la concentración de fuerzas rusas en la frontera con Ucrania, la flotilla del Caspio realizó ejercicios navales en su zona. Tras el comienzo de la invasión rusa de Ucrania, los buques de la flotilla se mantuvieron en el mar.